# Síndrome de Aarskog
A síndrome de Aarskog, também conhecida como  síndrome de Aarskog-Scott, displasia faciogenital ou síndrome faciodigitogenital, é uma doença genética rara ligada ao cromossoma X e é de carácter recessivo. Os portadores caracterizam-se pela baixa estatura e por anormalidade faciais, esqueléticas e genitais. Afecta sobretudo indivíduos do sexo masculino, apesar do gênero feminino poder apresentar traços brandos da síndrome.
A síndrome foi descrita em 1970 pelo pediatra e geneticista humano norueguês Dagfinn Aarskog. Charles I. Scott, Jr., um médico geneticista americano, descreveu a síndrome de forma independente em 1971.

## Sintomas
- Baixa estatura, característica que pode não ser evidente até a criança ter entre 1 e 3 anos de idade
- Atraso da maturação sexual
- Face arredondada
- Linha capilar formando um bico na testa
- Olhos muito separados, com as pálpebras caídas
- Nariz pequeno com as narinas projetadas para a frente
- Parte média da face pouco desenvolvida
- Fenda larga sobre o lábio superior e dobra abaixo do lábio inferior
- Atraso na erupção dos dentes
- Parte superior do pavilhão auricular ligeiramente dobrada
- Mãos e pés pequenos e largos
- Dedos das mãos e dos pés curtos, interligados por fina membrana prega simiesca (única) na palma da mão
- Esterno ligeiramente côncavo
- Umbigo protuberante
- Hérnias inguinais
- Escroto "vazio"
- Testículos retidos
- Deficiência mental leve
- Olhos com pálpebras oblíquas
- Peito escavado (pectus excavatum)

## Diagnóstico
O teste genético pode estar disponível para as mutações no gene FGDY1. O aconselhamento genético é indicado para indivíduos ou famílias que podem transportar esta condição, uma vez que existem características que se sobrepõem com a síndrome do alcoolismo fetal.